# Brzegi Dolne
Brzegi Dolne (dawniej Berehy Dolne) – wieś w Polsce położona w województwie podkarpackim, w powiecie bieszczadzkim, w gminie Ustrzyki Dolne. Leży przy DK84.
Wieś prawa wołoskiego Berehi, własność starostwa przemyskiego położona była na przełomie XVI i XVII wieku w ziemi sanockiej województwa ruskiego.
W latach 1954–1959 wieś należała i była siedzibą władz gromady Brzegi Dolne, po jej zniesieniu w gromadzie Jasień. W latach 1975–1998 miejscowość administracyjnie należała do województwa krośnieńskiego.

## Historia
Wieś Berehy Dolne była lokowana na prawie wołoskim w 1532. Wieś, położona w powiecie przemyskim została spustoszona w czasie najazdu tatarskiego w 1672 roku. Pod koniec XVIII wieku powstała we wsi w ramach kolonizacji józefińskiej osada niemiecka zwana Siegenthal, która istniała do 1940. 
W połowie XIX wieku Berehy Dolne stanowiły własność rządową. Na przełomie XIX i XX wieku majątek ziemski we wsi posiadał Antoni Pogłodowski, w 1903 sprzedał go Teodorowi Serwatowskiemu. 
W 1932 bunt tutejszych chłopów zapoczątkował wydarzenia znane jako powstanie leskie. W latach 1944–1951 wieś pozostawała w granicach ZSRR. Po korekcie granic jej mieszkańców wywieziono do ZSRR, a tu osadzono przesiedleńców z lubelskiego. Nazwę zmieniono na Brzegi Dolne.
Brzegi Dolne są jednym z najstarszych ośrodków górnictwa naftowego na świecie, rafinerie (4) oraz kopalnie ropy naftowej istniały tu przed 1884.

## Zabytki
Wykaz zabytków nieruchomych wpisanych do rejestru zabytków Narodowego Instytutu Dziedzictwa:
- Drewniana cerkiew greckokatolicka z 1844, obecnie kościół rzymskokatolicki
- Dzwonnica z XIX w.

## Osoby związane z miejscowością
- Tomasz Winnicki
- Andrzej Kosina